# Чарахчьян, Агаси Назаретович
Агаси Назаретович Чарахчьян (1905—1981) — советский космофизик, доктор физико-математических наук (1964), лауреат Ленинской премии (1976).

Родился 1 ноября 1905 году в городе Ван (Османская империя). В 1915 году семья бежала от геноцида армян в Россию, но добралась только мать с двумя сыновьями. Жили в Ростове и Харькове.
Агаси Чарахчьян выучился на сапожника и брал заказы на изготовление женских туфель. Работал библиотекарем в армянском клубе.
Окончил Харьковский рабфак и Ленинградский политехнический институт.
Работал в ФИАН (Москва) под руководством Л. И. Мандельштама и Н. Д. Папалекси, подготовил диссертацию по радиофизике, но не успел защитить её из-за начала Великой Отечественной войны.
Был в эвакуации в Казани, оттуда 20 марта 1943 года был призван в РККА, техник-лейтенант, награждён двумя орденами Отечественной войны II степени (13.05.1945, 06.04.1985) и медалью «За боевые заслуги» (09.11.1943).
В 1945 году демобилизовался и вернулся в ФИАН. С марта 1946 года работал Долгопрудненской научной станции ФИАН, в 1961—1974 годах — её директор.
В 1964 году защитил докторскую диссертацию на тему «Исследование флюктуаций интенсивности космических лучей в стратосфере, вызываемых процессами на Солнце».
Ленинская премия 1976 года — за стратосферные исследования вспышек космических лучей на Солнце и процессов солнечной модуляции галактических космических лучей.

### Семья
Жена — Таисия Никаноровна Чарахчьян (1921—1986), лауреат Ленинской премии.
Сын — Александр, доктор физико-математических наук, заведующий отделом механики сплошных сред Вычислительного центра им. А. А. Дородницына РАН.

## Публикации
- Cosmic rays and solar activity [Текст] : (From the data of measurements in the stratosphere) / By A. N. Charakhchyan, T. N. Charakhchyan ; Acad. of sciences of the USSR. P. N. Lebedev physical inst. — Moscow : [б. и.], 1965. — 42 с. : ил.; 26 см.
- Вековая модуляция интенсивности космических лучей в межпланетном пространстве [Текст] / А. Н. Чарахчьян, Т. Н. Чарахчьян ; АН СССР. Физ. ин-т им. П. Н. Лебедева. — М.: [б. и.], 1966. — 18, 6 с. : ил.; 21 см.
- Зональная модуляция космических лучей [Текст] / А. Н. Чарахчьян, Г. А. Базилевская, Ю. И. Стожков, Т. Н. Чарахчьян. — М.: б. и., 1978. — [1], 17 с. : граф.; 20 см. — (Препринт / АН СССР, Физ.-ин-т им. П. Н. Лебедева. Физика высоких энергий и космических лучей; № 188).